# Baños Rudas

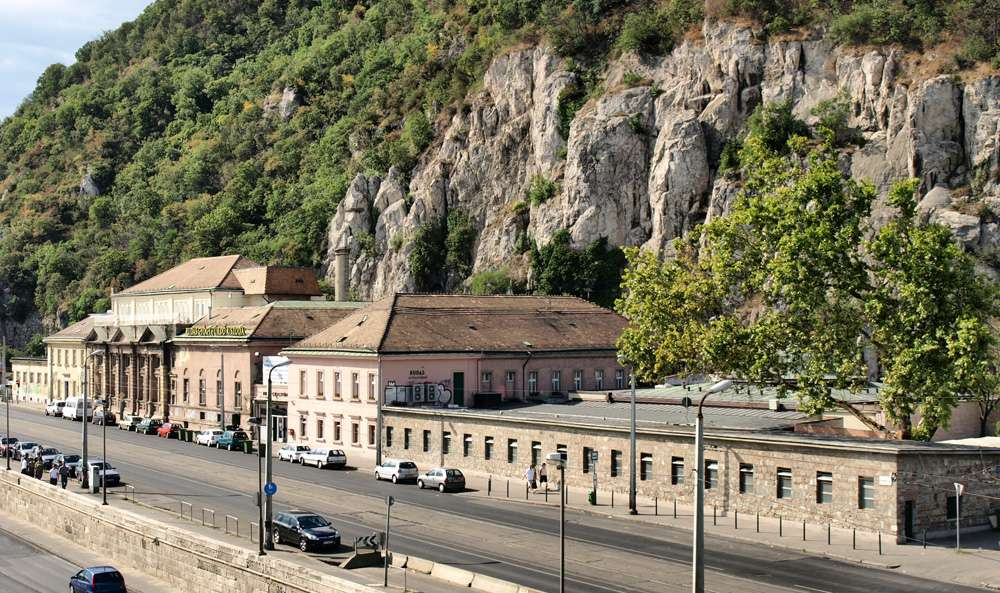
Baños Rudas.

Los baños Rudas o Rudas fürdő son baños termales construidos en el siglo XVI a orillas del río Danubio en la zona de Buda, en Budapest, Hungría. Están abastecidos por tres manantiales: Juventus, Attila y Hungaria, además de quince pequeñas fuentes. Estas aguas tienen un alto contenido sulfuroso y están recomendadas para enfermedades relacionadas con el reumatismo, para tratamientos postraumáticos y para la cura de la gota, entre otras afecciones.
Budapest, llamada Aquimcum por los romanos, es la ciudad de los baños termales. Aunque hay termas romanas del siglo II, la verdadera cultura de los balnearios se extendió durante la dominación turca en los siglos XVI-XVII.
Las instalaciones originales siguen utilizándose hoy en día. La piscina más famosa es una pila octogonal que se halla bajo una cúpula turca de 10 metros de diámetro.
Su entrada estuvo vetada a las mujeres hasta 2006, año en el que una iniciativa cívica popular logró que se democratizara el acceso a los baños.